# Sint-Petrus en Pauluskerk (Halmaal)

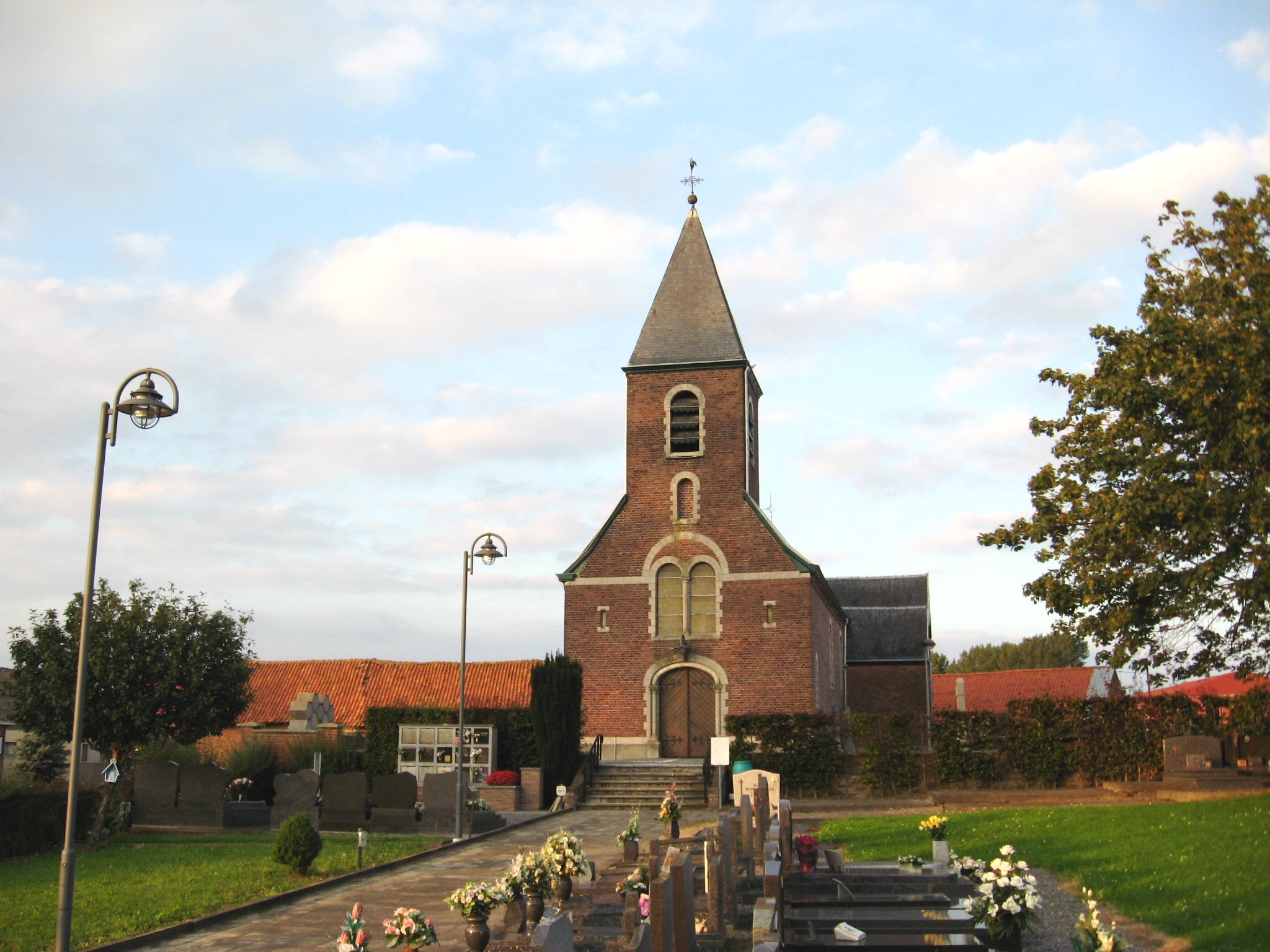
Sint-Petrus en Pauluskerk

De Sint-Petrus en Pauluskerk is de parochiekerk van Halmaal, gelegen aan Halmaal-Dorp, in de Belgische gemeente Sint-Truiden.
Dit is van oorsprong een laatgotische zaalkerk uit 1603. In 1842 werd het kerkje enigszins verbouwd, maar in 1893 vond een ingrijpende verbouwing plaats onder leiding van Edmund Serrure jr.. Daarbij werd het kerkje met een travee uitgebreid, voorzien van een transept en aangepast in neoromaanse trant. 
Het is een eenvoudig zaalkerkje met ingebouwde westtoren, gedekt door een tentdak.
Het interieur wordt overwelfd door een houten tongewelf.
De kerk is omgeven door een ommuurd kerkhof, waarop zich nog een grafkruis uit 1678 bevindt.